# Cento (Italië)

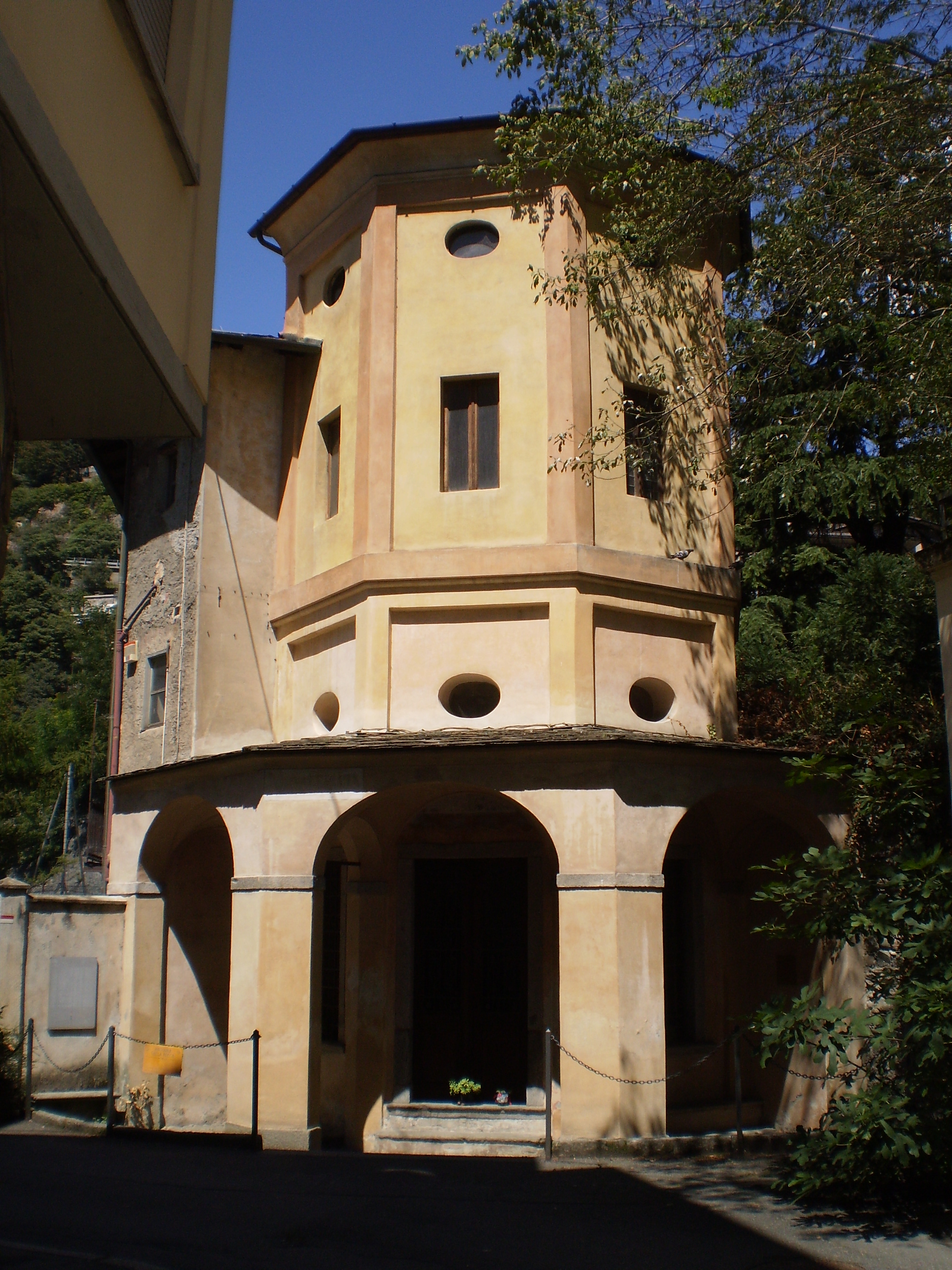
Cappella Madonna della Rocca

Cento is een gemeente in de Italiaanse provincie Ferrara (regio Emilia-Romagna) en telt 31.475 inwoners (31-12-2004). De oppervlakte bedraagt 64,8 km², de bevolkingsdichtheid is 454 inwoners per km².
De volgende frazioni maken deel uit van de gemeente: Renazzo, Corporeno, XII Morelli, Alberone, Casumaro, Reno Centese, Buonacompra, Bevilacqua, Pilastrello.

## Geschiedenis en bezienswaardigheden
In 1502 kwam Cento bij het graafschap Ferrara door het huwelijk van graaf Alfonso I d'Este met Lucrezia Borgia. Bij die gelegenheid werd het Palazzo del Governatore gebouwd. In 1812 werd Cento getroffen door de overstroming van de Reno.

## Demografie
Cento telt ongeveer 12863 huishoudens. Het aantal inwoners steeg in de periode 1991-2001 met 0,9% volgens cijfers uit de tienjaarlijkse volkstellingen van ISTAT.
| Jaar | Inwoneraantal |
| ---- | ------------- |
| 1991 | 29.033        |
| 2001 | 29.297        |

## Geografie
De gemeente ligt op ongeveer 15 meter boven zeeniveau.
Cento grenst aan de volgende gemeenten: Bondeno, Castello d'Argile (BO), Crevalcore (BO), Finale Emilia (MO), Pieve di Cento (BO), San Giovanni in Persiceto (BO), Sant'Agostino.

## Geboren
- Guercino (1591-1666), kunstschilder
- Mario Maccaferri (1900-1993), gitaarbouwer